# Maria Rita Parsi
Maria Rita Parsi di Lodrone (ur. 5 sierpnia 1947 w Rzymie) – włoska pisarka, psycholog, pedagog i psychoterapeuta. Jej pierwszą szerzej znaną książką była „Animazione in Borgata” (Savelli, 1976), następną - książka o trudnej młodzieży pt. „Lo Scarico” (Savelli, 1978), która rok później pojawiła się na rynku niemieckim pod tytułem „Abfall„ (Rowohlt, 1979). 
W latach 90. XX wieku ukazała się książka pt. „I quaderni delle bambine” /zeszyty dziewczynek/,  zbiór przypadków z życia dzieci, które doznały przemocy seksualnej ze strony dorosłych, kobiet i mężczyzn. 
Autorka współpracuje z wieloma czasopismami i periodykami, pisze dla nich artykuły. Brała i nadal bierze udział w programach telewizyjnych, jako ekspertka i felietonistka w dziedzinie psychologii. Na swoim koncie ma liczne publikacje naukowe i popularnonaukowe. 
W 1986 roku otrzymała tytuł Kawalera Orderu Zasługi Republiki Włoskiej.

## Kariera zawodowa
W trakcie swojej kariery zawodowej pracowała jako wykładowca, psychopedagog i psychoterapeuta. Jej nauczycielami byli m.in. socjolog  Franco Ferrarotti, pedagodzy Lucio Lombardo Radice, Alberto Manzi, antropolog Alfonso Maria Di Nola, psycholog Francesca Morino Albelle, neuropsychiatra G. Bollea, psychoanalitycy Cesare Musatti, E. Mazzonis F. Di Giulio, seksuolog Jole Baldaro Verde, psychoterapeuci (L. De Marchi, M. Festa, A. Lo Iacono) a z zagranicznych psychologów tacy jak Ronald Laing, Alexander Lowen, Rollo May.
Jest członkiem redakcji czasopisma "Riza psicosomatica". Od 1995 zajmowała się prowadzeniem sekcji Psychologia w czasopismach, tygodnikach i miesięcznikach, pisze też artykuły do gazet o ogólnokrajowym zasięgu (Il Messaggero, Il Resto del Carlino, Il Giorno La Nazione).
Opracowała i wprowadziła w życie metodologię operacyjną, którą można stosować w obszarach  psychologii i socjopedagogiki, nazwaną „psychoanimacją”. 

Założyła i kieruje SIPA („Włoska Szkoła Psychoanimacji”) Instytut Badawczy, o orientacji humanistycznej dla rozwoju potencjału ludzkiego. 

W roku 1992 założyła Stowarzyszenia Onlus „Movimento per, con e dei bambini” [„Ruch dla dzieci, z dziećmi i dzieci”]  który w roku 2005 zmienił nazwę na „ Fondazione Movimento Bambino” [Fundacja Ruchu Dzieci ] z czterema  filiami we Włoszech, a celem działalności jest szerzenie  kultury  Dzieciństwa i Adolescencji, Walczy przeciwko wykorzystywaniu dzieci i przemocy wobec dzieci, młodzieży oraz na rzecz ich ochrony prawnej i socjalnej. W roku 2015 Fundacja połączyła się z  fundacją „Fabbrica della Pace”  [Fabryka Pokoju] i nosi teraz nazwę Fabbrica della Pace Movimento Bambino Onlus. Maria Rita Parsi jest wiceprezesem tej organizacji.
Obecnie realizuje pilotażowy projekt we współpracy z tą fundacją Projekt pt „Alta Formazione per la Famiglia” [Wysokie Kształcenie  dla Rodziny].

## Pełnione funkcje
- W 2012 r. została wybrana do Komitetu Praw Dziecka ONZ, organu z siedzibą w Genewie, którego zadaniem jest weryfikacja, czy wszystkie państwa, które przestrzegają Konwencji ONZ o prawach dziecka, przestrzegają swoich zobowiązań[5].

- Od 2012 roku jest przewodniczącą Komitetu Naukowego catchawork.com

- Biegła w sądzie cywilnym w Rzymie;

- Członek Komitetu Koordynacyjnego przeciwko molestowaniu seksualnemu nieletnich Ministerstwa Pracy i Polityki Społecznej 2000/2001

- Uprawniony uczestnik w Obserwatorium ds. Dzieci i Młodzieży w Ministerstwie Pracy i Polityki Społecznej 2000/2001;

- Konsultant Komisji Sejmowej ds. Dzieci od 2002 do 2008 roku;

- Członek Komitetu ds Kontroli Instytutu Samodyscypliny Reklamowej od 2007 do 2008

- Członek "Komitetu ds. Stosowania Kodeksu Samoregulacji TV i nieletnich”  w Ministerstwie ds. Poczty, telefoni, reklam, itp / w latach 2003-2006[6];

## Odznaczenia
- Order Zasługi Republiki Włoskiej - wstążka dla zwykłego munduru Kawaler Zasługi Republiki - 1986

- W 2007 r. otrzymała  Nagrodę Międzynarodową „Pio Manzu’” Medal Izby Deputowanych za pracę na rzecz dzieci[7].

- W 2008 roku otrzymała Międzynarodową Nagrodę Carthage dla tych, którzy przyczynili się we Włoszech i za granicą do rozwoju kultury w różnych sektorach.

- W 2009 roku otrzymała nagrodę narodową Paolo Borsellino za zaangażowanie, konsekwencję i odwagę w działaniach społecznych przeciwko przemocy i niesprawiedliwości, a w szczególności za jej wysiłki w obronie i promowaniu wartości wolności, demokracji, legalności.

## Książki
- Animazione in borgata, Savelli, 1976;
- Lo scarico, Savelli, 1978
- Leggere per fare, Agnelli Giunti - Bemporad, 1982;
- Album. Tracce fotografiche di Margherita, Savelli, 1982;
- La Principessa degli Specchi. Tecnica di approccio psicoanimatorio al corpo, Organizzazioni Speciali, 1984;
- Il piacere e il dolore, Riza, 1985;
- I quaderni delle bambine, Arnoldo Mondadori Editore, 1990;
- Sessualità, Riza, 1991;
- Il pensiero bambino, Mondadori, 1991;
- Il mondo creato dai bambini, Mondadori, 1992;
- I perché del sesso, Riza, 1992;
- I quaderni delle donne, Mondadori, 1994;
- L'amore violato, Mondadori, 1996;
- Il mondo creato dai bambini attraverso il disegno, Riza, 1996;
- Le mani sui bambini, Mondadori, 1998;
- Giocare con le maschere, Riza, 1998;
- Trilogia della città di R., Oscar Mondadori, 1999;
- L'amore dannoso, Mondadori, 1999;
- Fragile come un maschio, Mondadori, 2000;
- S.O.S. Pedofilia. Parole per uccidere l'orco, Baldini & Castoldi, 2000;
- Chat ti amo, Giunti, 2000;
- Più furbi di Cappuccetto Rosso, Oscar Mondadori, 2000;
- Manuale anti-ansia per genitori, 2000;
- Cuore di mostro, Mondadori, 2002;
- L'alfabeto dei sentimenti, Oscar Mondadori, 2003;
- Amori imperfetti, Mondadori, 2004;
- Bambini ombra, bambini in ombra, Edizioni Interculturali, 2004;
- Dove dormono i bambini, Edizioni Interculturali, 2005;
- La natura dell'amore, Mondadori, 2005;
- I bambini delle scuole italiane parlano di POLITICA, Edizioni Loto Comunicazione, 2005;
- Adolescenti e futuro: il cuore a sud,  Edizioni Interculturali, 2006;
- Manuale di psicologia e psicoterapia umanistica, Franco Angeli Editore, 2006;
- Onora il figlio e la figlia, Salani Editore, 2006;
- Gilles il primo, Editore Coccole e Caccole, 2006;
- Il galletto senza cresta, Coccole e Caccole, 2006;
- La mente creativa. Dare anima all'anima. Modelli umanistici di psicoterapia, Franco Angeli Editore, 2006;
- Coaching Creativo, Franco Angeli Editore, 2006;
- Onora il figlio e la figlia, Salani Editore, 2006;
- Il Cervello dipendente, Salani Editore, 2007;
- Un bambino Maleducato, Salani Editore, 2007;
- Single Per Sempre, Mondadori 2007;
- Promiscuità, Editrice Compositori, 2008;
- Alle spalle della luna, Mondadori, 2009;
- L'immaginario prigioniero, i nativi digitali, la Carta di Alba",  Oscar Mondadori 2009;
- Zahra e il Natale, Compositori, 2009;
- L'oppio dei popoli, Piemme, 2009;
- I percorsi del coaching creativo, Franco Angeli, 2009;
- Ingrati, Mondadori, Febbraio 2011 (riedizione negli Oscar Mondadori 2012);
- Bambini, Viator, 2011;
- Creare soluzioni, Edizioni De Vecchi, 2011;
- Felice-mente. La felicità al tempo delle escort, La Compagnia della Stampa, 2011;
- L'assassinio di Margherita Lessure, Viator, 2012;
- Doni. Miracoli quotidiani di gente comune, Mondadori, 2012;
- La felicità è contagiosa, Piemme, 2012;
- Amarli non basta, Mondadori, 2013;
- L'isola delle cacche, Coccole Books, 2014;
- Maladolescenza. Quello che i figli non dicono, Piemme, 2014;
- Manifesto della psicologia umanistica ed esistenziale, Franco Angeli, 2014;
- Le parole dei bambini, ascoltarli per capirli, Mondadori, 2014;
- Maladolescenza. Quello che i figli non dicono, Pickwick Piemme, 2015;
- Psicoterapia umanistica. L'anima del corpo, 2016;
- La principessa degli specchi. Tecnica grafico-proiettiva di approccio psicoanimatorio al corpo. Con Contenuto digitale per download e accesso on line, 2017;
- Se non ti amo più. Quando lasciarsi bene diventa una risorsa anche per i figli, 2017;